# Кривозеро (озеро, Вологодская область)
Кривозеро — пресноводное озеро на территории Оштинского сельского поселения Вытегорского района Вологодской области.

## Общие сведения
Площадь озера — 1,4 км², площадь водосборного бассейна — 15,4 км². Располагается на высоте 225,4 метров над уровнем моря.
Форма озера лопастная, подковообразная. Берега изрезанные, каменисто-песчаные, местами заболоченные.
Из залива в северной части озера вытекает ручей без названия, который, протекая через Варьозеро, впадает в Долгозеро, из которого вытекает река Чёрная, впадающая в Палозеро, из которого, в свою очередь, берёт начало река Сондала, впадающая в реку Оять, левый приток Свири.
В озере расположено не менее шести безымянных островов различной площади, рассредоточенных по всей площади водоёма.
К западу от озера проходит лесовозная дорога.
Населённые пункты вблизи водоёма отсутствуют.
Код объекта в государственном водном реестре — 01040100811102000015609.